# М'язіно
М'язіно (італ. Miasino, п'єм. Miasin) — муніципалітет в Італії, у регіоні П'ємонт, провінція Новара.
М'язіно розташовані на відстані близько 550 км на північний захід від Рима, 100 км на північний схід від Турина, 45 км на північ від Новари.
Населення — 841 особа (2014).
Щорічний фестиваль відбувається 16 серпня. Покровитель — святий Рох.

## Демографія
Населення за роками:

Станом на 1 січня 2023 року в муніципалітеті офіційно проживало 85 іноземців з 28 країн, серед них 19 громадян країн Євросоюзу та 15 громадян України.

## Сусідні муніципалітети
- Амено
- Армено
- Орта-Сан-Джуліо
- Петтенаско